# Wynona
Wynona é uma cidade  localizada no estado norte-americano de Oklahoma, no Condado de Osage.

## Demografia
Segundo o censo norte-americano de 2000, a sua população era de 531 habitantes.
Em 2006, foi estimada uma população de 534, um aumento de 3 (0.6%).

## Geografia
De acordo com o United States Census Bureau tem uma área de
1,4 km², dos quais 1,4 km² cobertos por terra e 0,0 km² cobertos por água.

## Localidades na vizinhança
O diagrama seguinte representa as localidades num raio de 32 km ao redor de Wynona.